# Turner (Oregon)
Turner és una població dels Estats Units a l'estat d'Oregon. Segons el cens del 2000 tenia 1.199 habitants.

## Demografia
Segons el cens del 2000, Turner tenia 1.199 habitants, 491 habitatges, i 330 famílies. La densitat de població era de 300,6 habitants per km².
Dels 491 habitatges en un 27,1% hi vivien nens de menys de 18 anys, en un 56,8% hi vivien parelles casades, en un 7,1% dones solteres, i en un 32,6% no eren unitats familiars. En el 27,5% dels habitatges hi vivien persones soles el 20% de les quals corresponia a persones de 65 anys o més que vivien soles. El nombre mitjà de persones vivint en cada habitatge era de 2,44 i el nombre mitjà de persones que vivien en cada família era de 2,99.
Per edats la població es repartia de la següent manera: un 23,8% tenia menys de 18 anys, un 7,4% entre 18 i 24, un 24,3% entre 25 i 44, un 22,4% de 45 a 60 i un 22,1% 65 anys o més.
L'edat mediana era de 41 anys. Per cada 100 dones de 18 o més anys hi havia 88,5 homes.
La renda mediana per habitatge era de 36.250$ i la renda mediana per família de 43.906$. Els homes tenien una renda mediana de 38.125$ mentre que les dones 23.636$. La renda per capita de la població era de 26.234$. Aproximadament el 4,8% de les famílies i el 9,2% de la població estaven per davall del llindar de pobresa.

## Poblacions més properes
El següent diagrama mostra les poblacions més properes.